# El día que murió Marilyn
El día que murió Marilyn es una novela del escritor español Terenci Moix que narra las vivencias de una familia en sus distintas generaciones. Fue incluida en la lista de las 100 mejores novelas en español del siglo XX del periódico español «El Mundo».
La novela comenzó a escribirse entre Plaxtol y Londres en agosto de 1964 y se concluyó entre Circeo y Roma durante junio de 1969. El autor revisó por completo la primera versión de esta novela durante el invierno de 1983-1984. La versión definitiva de El día que murió Marilyn se editó en 1998.

## Autor
Terenci Moix es el seudónimo de Ramón Moix i Messeguer. Se convirtió en uno de los escritores más leídos de la literatura española tras la publicación de No digas que fue un sueño (Premio Planeta 1986), con más de un millón de ejemplares vendidos.

## Argumento
En esta novela se narran las vivencias de dos generaciones de una misma familia: la generación de los jóvenes de la guerra civil española y la de los años 50 y 60.
Se trata también de reflejar el paso de esta familia de la clase obrera a una nueva burguesía de Barcelona, y los cambios que ello supone en cada uno de los protagonistas.

### Estructura
El día que murió Marilyn está dividido en cinco libros:
- La Amèlia (1934-1947)
- Bruno (1947-1953)
- Jordi (1961)
- Xim (1928-1962)
- Los cachorros (1962)

#### La Amèlia (1934-1947)
Está dedicado a la madre de Bruno; una mujer de clase obrera, perteneciente a una familia de raíces catalanas que se casa con Joaquín (Xim), un joven de su misma condición nada más terminar la Guerra Civil, de la que el joven es un sobreviviente. En un principio cree que lo suyo con su pareja es amor pero pronto descubre engaños por parte de su marido, otras mujeres otra historia acerca de lo que ella pensaba que era un matrimonio.
En su vida hay un cambio aún mayor que el que supone tener dos hijos: el negocio familiar empieza a prosperar imparablemente tras la guerra y, de clase obrera, el matrimonio Quadreny pasa a formar parte de la nueva burguesía de Barcelona. De coser pantalones en casa para ayudar a la economía familiar pasa a meterse en un papel de señora delicada, fuerte, estilosa y rica.

#### Bruno (1947-1953)
Este segundo libro hace referencia a la infancia y adolescencia del personaje en torno al cual gira la novela: Bruno Quadreny. Cuenta el recuerdo de sus navidades de niño en Barcelona y como de repente un año cambiaron y ya nada sería lo que había sido hasta entonces.
Habla también de la especial relación que le unía con su mejor amigo: Jordi, hijo de unos amigos de la familia; de su misma edad con el que comparte sus mejores y peores momentos durante toda la historia. Compartió también toda su niñez con su hermano Carlitus, un pobre desgraciado que nació ya con problemas y terminó por morir.
Se ve un momento cúlmine en la adolescencia: como de un niño viendo "Cenicienta", Bruno pasa a ser un adolescente y a empezar a sentir impulsos sexuales con Marilyn en "Niágara".

#### Jordi (1961)
Jordi es el mejor amigo de Bruno. Desde su más temprana adolescencia conoce su inclinación sexual homosexual. Se sabe diferente y eso le hace una persona poco confiada, excepto con su mejor amigo, tímida y temerosa de sus propios impulsos sexuales y afectivos.
Puesto que la niñez del personaje se narra junto a la de Bruno en el libro anterior, aquí el autor prefiere centrarse en el oscuro mundo al que se acerca Jordi durante su adolescencia: bares oscuros de hombres extrañamente sonrientes, los barrios odiados por toda su sociedad, amantes de todo tipo y condición que terminaban hiriéndole más que dándole placer.

#### Xim (1928-1962)
El padre de Bruno también tiene su historia en la novela. Desde su más temprana juventud fue un hombre promiscuo, al contrario de lo que se esperaba de él en su entorno social, Amèlia no era la primera mujer con la que se metió en una cama. Para desintoxicarse de un matrimonio no muy deseado frecuentaba a distintas mujeres, muchas de las veces de las residentes en el Barrio Chino.
La vida de este personaje es lo que se sucede dentro de un paréntesis en su vida física: únicamente se desarrolla y se identifica como persona desde su adolescencia hasta la muerte de su hijo pequeño, Carlitus. La tremenda pérdida del joven y la independencia que había conseguido de él su mujer le habían dejado casi anulado, perdido. Hubiera sido menor el golpe si no hubiera abandonado su ambiente del barrio Chino para dedicarse más a su hogar.

#### Los cachorros (1962)
Se narra el desenlace, fatal en el caso de Carlitus, de los jóvenes de la novela y el estancamiento que se venía demostrando durante toda la novela de sus mayores.
Al final de la novela hay unas notas del autor referentes a la última revisión de la novela, hecha en 1998, ya que es la versión que actualmente se publica.

## Personajes principales
- Bruno: Es el protagonista de la historia ya que en ella se escribe sobre su familia y amigos. Apenas era un niño cuando su familia pasó a formar parte de una incipiente nueva burguesía. Le costaba entender el cambio del lugar de veraneo, las amistades que visitaban la casa. Años más tarde vivir en el extranjero se convirtió en casi una obsesión para él.
- Jordi: El mejor amigo de Bruno. Desde niños andaban juntos pero llegó un momento en el que este sintió algo más que cariño hacia su amigo. A pesar de todo su relación no cambió. Con este personaje el autor refleja los problemas y conflictos psicológicos y morales de un joven homosexual a finales de los años 50 en Barcelona.
- Carlitus: El hermano enfermizo de Bruno.
- Amèlia: La madre de la familia. Una joven de familia humilde que pocos años después de casada pasa a formar parte de la Jet Set y casi se puede decir que adopta un personaje frío y calculador algunas veces incluso dañino para su entorno.
- Xim: Joaquín Quadreni, padre de la familia. Cuando se dio cuenta de que había pasado toda su vida evitando las cosas que realmente ahora le faltaban se sumió en una profunda depresión.

## Cinematografía en el libro
Terenci Moix siempre se consideró un admirador del cine. Muestra de ello es su colección de novelas tituladas Mis inmortales del cine dedicadas a los entresijos del cine de Hollywood. Además de estos libros temáticos en todas sus novelas incluye alguna referencia al cine.
En El día que murió Marilyn las películas son los elementos que marcan la etapa de la vida de los dos niños protagonistas: Bruno y Jordi. Eran desde niños muy aficionados al cine y notaban como crecían y dejaban de ver La Cenicienta para ver Niágara con Marilyn Monroe.
- La Cenicienta: Era una de las películas favoritos de los niños. Acudieron a verla la Navidad en que la estrenaron. Años más tarde crecieron y empezaron a descubrir algunas curiosidades de la cinta: comprendieron pues que esa voz tan melosa de los personajes no eran así porque eran exageradamente amables y mimosos sino porque en aquellos años las películas de Disney se doblaban al castellano en Sudamérica.
- Niágara: Con Níagara dejaron de ser niños por completo. Al ver a Marilyn Monroe en el estreno de esa película dejaron de pensar en dibujos animados para buscar en las mujeres y chicas de su alrededor lo que habían visto en la actriz.
- Lo que el viento se llevó
- Peter Pan: Bruno confesaba que quizá el último himno de su infancia fue aquella canción que aprendieron Wendy y sus hermanos: Si acaso quieres volar / piensa en algo encantador / como aquella Navidad / que encontraste al despertar / juguetes de cristal.